# Resolutie 1047 Veiligheidsraad Verenigde Naties
Resolutie 1047 van de Veiligheidsraad van de Verenigde Naties werd unaniem door de VN-Veiligheidsraad aangenomen op 29 februari 1996.

## Inhoud
De Veiligheidsraad:
- Herinnert aan de resoluties 808, 827, 936 en 955.
- Betreurt het ontslag van Richard Goldstone, (als openbaar aanklager van het Joegoslavië-tribunaal) dat ingaat op 1 oktober.
- Met betrekking tot artikel °16(4) van het statuut van het Joegoslavië-tribunaal.
- Overwoog de nominatie van Louise Arbour (Canada) als openbaar aanklager van het Joegoslavië-tribunaal en het Rwanda-tribunaal.
- Stelt Louise Arbour aan als openbaar aanklager van het Joegoslavië- en het Rwanda-tribunaal vanaf Goldstone's ontslag.

## Verwante resoluties
- Resolutie 989 Veiligheidsraad Verenigde Naties (1995)
- Resolutie 978 Veiligheidsraad Verenigde Naties (1995)
- Resolutie 1104 Veiligheidsraad Verenigde Naties (1997)
- Resolutie 1126 Veiligheidsraad Verenigde Naties (1997)

Lijst ·  1036 ·  1037 ·  1038 ·  1039 ·  1040 ·  1041 ·  1042 ·  1043 ·  1044 ·  1045 ·  1046 ·  1047 ·  1048 ·  1049 ·  1050 ·  1051 ·  1052 ·  1053 ·  1054 ·  1055 ·  1056 ·  1057 ·  1058 ·  1059 ·  1060 ·  1061 ·  1062 ·  1063 ·  1064 ·  1065 ·  1066 ·  1067 ·  1068 ·  1069 ·  1070 ·  1071 ·  1072 ·  1073 ·  1074 ·  1075 ·  1076 ·  1077 ·  1078 ·  1079 ·  1080 ·  1081 ·  1082 ·  1083 ·  1084 ·  1085 ·  1086 ·  1087 ·  1088 ·  1089 ·  1090 ·  1091 ·  1092